# Fort Sint-Elooi
Het Fort Sint-Elooi was een fort op ruim 2 km ten zuidoosten van Westdorpe.
Het werd in 1586 aangelegd om het gebied te beschermen tegen Staatse aanvallen vanuit het Land van Axel en maakte deel uit van de Linie van Communicatie tussen Hulst en Sas van Gent.
Ook nadat de Staatsen Sas van Gent in 1645 hadden ingenomen, bleef dit fort in Zuidelijke handen. De plaats van het fort behoort dan ook tot de Belgische gemeente Zelzate, en ligt in het uiterste oosten daarvan, tegen de Belgisch-Nederlandse grens aan, tegenover Grenspaal 307. Op de plaats van het fort bevindt zich tegenwoordig een boerderij.
Het fort was gelegen aan de Stekkerweg, een liniedijk tussen Sas van Gent en de Langelede.
In de nabijheid van het voormalige fort liggen de Sint-Elooiskreek en de Sint-Elooispolder, beide in een opvallende inham van Belgisch grondgebied binnen Nederlands gebied. Deze inham behoort tot de gemeente Wachtebeke.